# 奴布拉鼠兔
奴布拉鼠兔（学名：Ochotona nubrica）为鼠兔科鼠兔属的哺乳动物。在中国大陆，分布于西藏等地，多生活于高山草原。该物种的模式产地在克什米尔拉达克。

## 亚种
- 奴布拉鼠兔藏南亚种（学名：Ochotona nubrica lhasaensis）。在中国大陆，分布于西藏等地。该物种的模式产地在西藏拉萨。[3]
- 奴布拉鼠兔指名亚种（学名：Ochotona nubrica nubrica）。在中国大陆，分布于西藏等地。该物种的模式产地在克什米尔拉达克。[4]